# Boghni
Boghni é um distrito da província de Tizi Ouzu, Argélia. Em 2008, sua população era de 68 466 habitantes.